# The Ultra Zone
The Ultra Zone album je američkog rock gitariste Steve Vaia iz 1999. godine. To je njegov peti album normalne dužine izuzme li se EP Alien Love Secrets. The Ultra Zone po snimljenom materijalu sličan je prethodnom albumu Fire Garden. Na prvoj polovici albuma nalaze se instrumentalne skladbe, a na drugoj uglavnom pjesme s vokalnom izvedbom, ipak razlika je što je album Fire Garden rađen u dvije faze. Na albumu gostuju dvije istaknute osobe, legendarni gitaristi Frank Zappa (skladba: "Frank") i Stevie Ray Vaughan (skladba: "Jibboom").
Ovo je ujedno i zadnji studijski album s originalnim materijalom Stevea Vaia do 2005.g. kada izdaje album Real Illusions: Reflections.
The Ultra Zone sastoji se od 13 skladbi a producent je Steve Vai.

## Popis pjesama
1. "The Blood and Tears" (instrumental) – 4:26
2. "The Ultra Zone" (instrumental) – 4:52
3. "Oooo" (instrumental) – 5:12
4. "Frank" (instrumental) – 5:09
5. "Jibboom" (instrumental) – 3:46
6. "Voodoo Acid" – 6:25
7. "Windows to the Soul" – 6:25
8. "The Silent Within" – 5:00
9. "I'll Be Around" – 4:57
10. "Lucky Charms" (instrumental) – 6:44
11. "Fever Dream" (instrumental) – 6:03
12. "Here I Am" – 4:12
13. "Asian Sky" – 5:34